# 倉見站
倉見站（日语：／ Kurami eki */?）是位於神奈川縣高座郡寒川町，屬於東日本旅客鐵道（JR東日本）相模線的鐵路車站。

## 車站構造
本站為島式月台1面2線的地上車站與直營站，車站入口與社家站同樣採用拱形入口的設計。站內設有自動售票機與簡易Suica驗票機。
| 月台 | 路線    | 方向 | 目的地                 |
| ---- | ------- | ---- | ---------------------- |
| 1    | ■相模線 | 上行 | 寒川、茅崎方向         |
| 2    | ■相模線 | 下行 | 厚木、橋本、八王子方向 |

（來源：JR東日本:車站構內圖 （页面存档备份，存于））

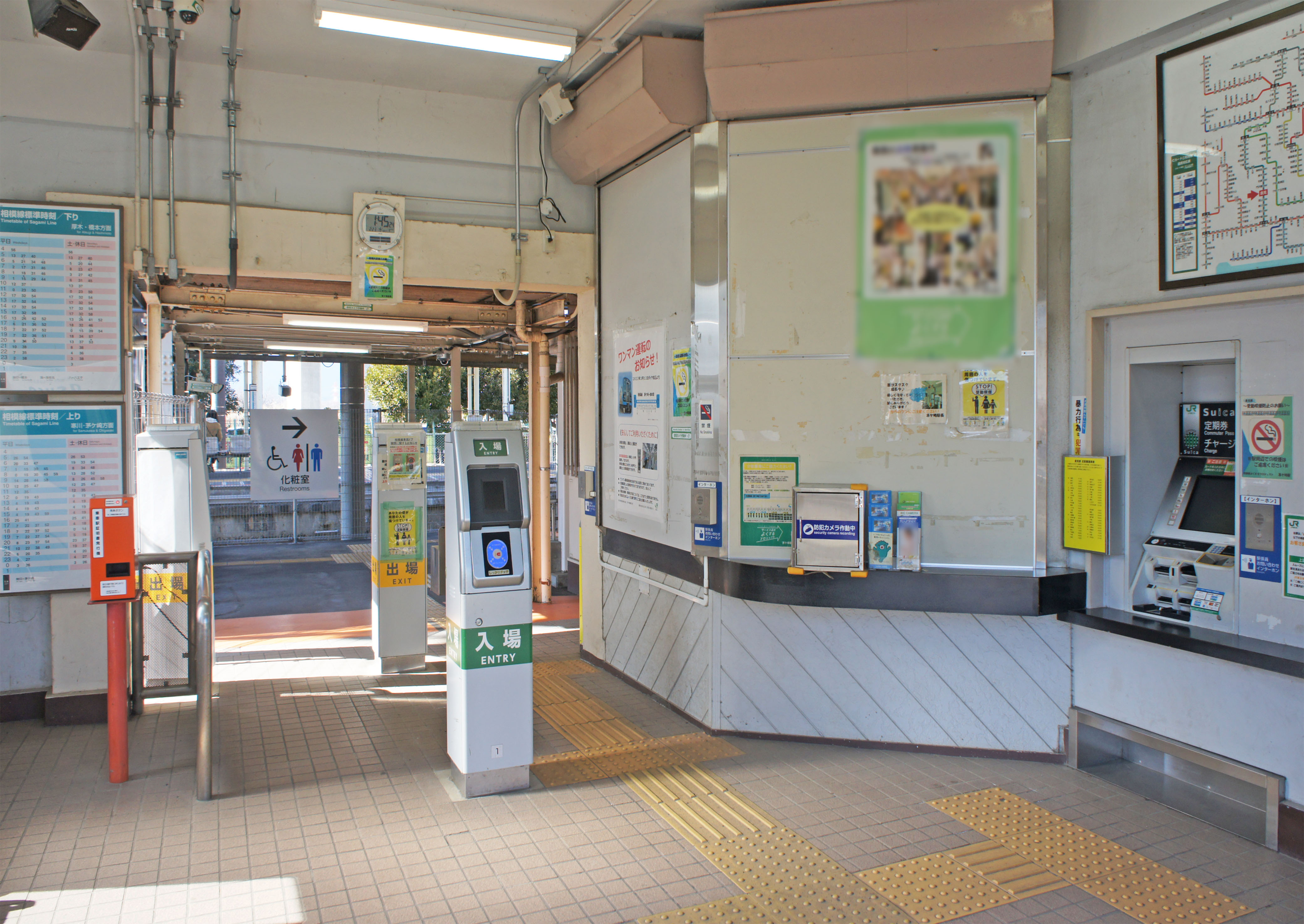
驗票口(2022年2月)
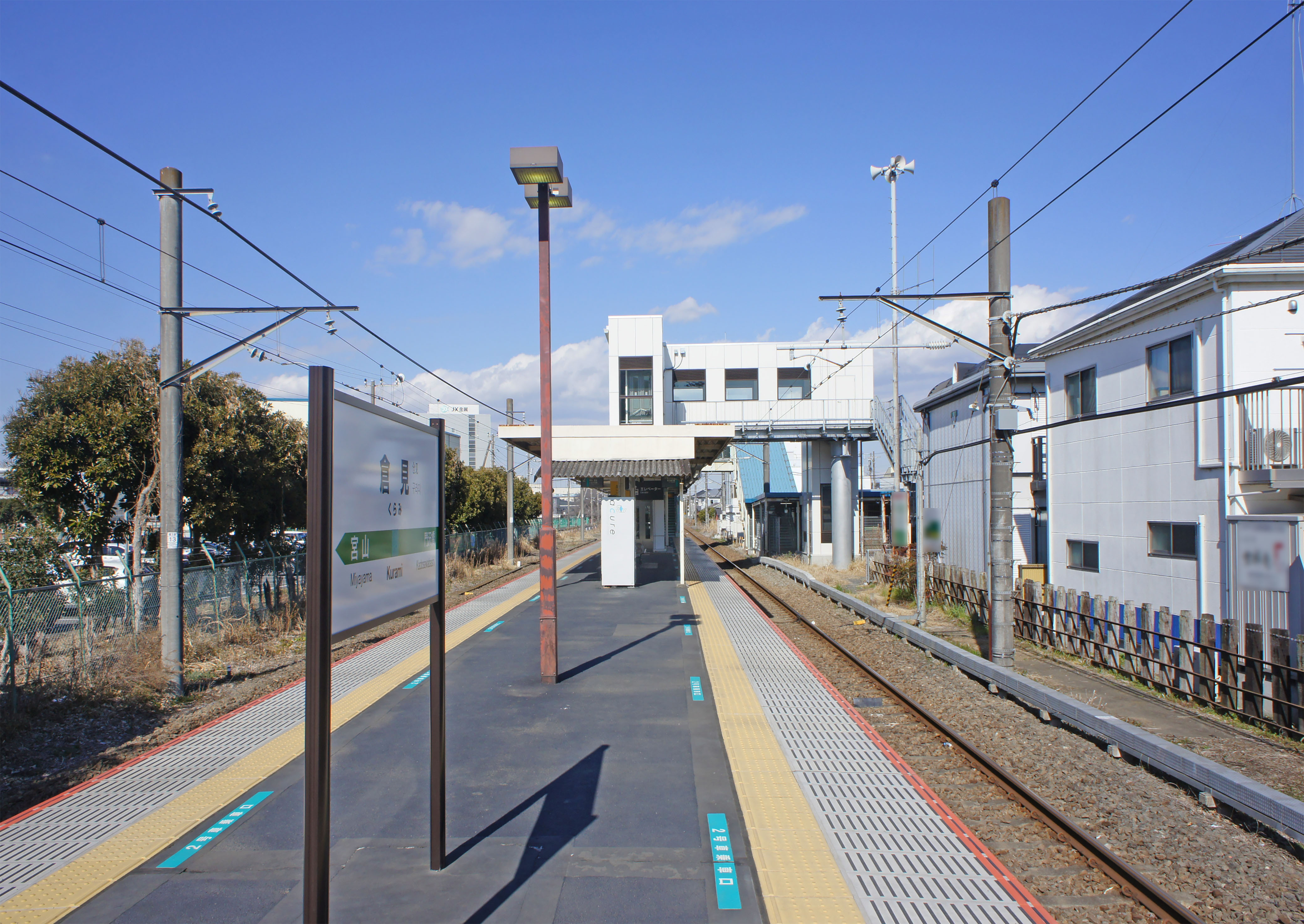
月台(2022年2月)

## 使用情況
2014年度的1日平均上車人次為1,947人。
近年的1日平均上車人次如下表。
| 年度               | 1日平均 上車人次 |
| ------------------ | ---------------- |
| 1995年（平成07年） | 2,007            |
| 2000年（平成12年） | 1,767            |
| 2001年（平成13年） | 1,790            |
| 2002年（平成14年） | 1,766            |
| 2003年（平成15年） | 1,634            |
| 2004年（平成16年） | 1,707            |
| 2005年（平成17年） | 1,719            |
| 2006年（平成18年） | 1,728            |
| 2007年（平成19年） | 1,756            |
| 2008年（平成20年） | 1,823            |
| 2009年（平成21年） | 1,747            |
| 2010年（平成22年） | 1,712            |
| 2011年（平成23年） | 1,720            |
| 2012年（平成24年） | 1,837            |
| 2013年（平成25年） | 1,909            |
| 2014年（平成26年） | 1,947            |

## 車站周邊
- 日礦金属
- 麒麟飲品（キリンビバレッジ）
- 相模川

## 历史
- 1926年4月1日 寒川～倉見間延伸時開業。

## 其他
本站茅崎側的相模線與東海道新幹線交差，現有在此設新幹線車站的構想（參照相模新站）。神奈川縣、相模原市、平塚市、藤澤市、茅崎市、厚木市、伊勢原市、海老名市、座間市、綾瀨市、寒川町及經濟團體等設立「神奈川縣東海道新幹線新驛設置促進期成同盟會」推動設置新站。

## 相鄰車站
東日本旅客鐵道（JR東日本）
■相模線
宮山－倉見－門澤橋

## 外部連結
- 車站資訊（倉見）：東日本旅客鐵道
- 神奈川縣東海道新幹線新駅設置促進期成同盟會 （页面存档备份，存于）

35°23′41.8″N 139°22′42.9″E / 35.394944°N 139.378583°E